# Wiatrak holenderski w Pyzdrach
Wiatrak holenderski w Pyzdrach – zabytkowy murowany wiatrak holenderski znajdujący się w Pyzdrach, zbudowany w roku 1903.

## Historia
Wiatrak wybudowany został przez rodzinę Bartczaków w roku 1903.  Początkowo napędzany był wiatrem, jednakże w okresie międzywojennym wiatrak zyskał napęd elektryczny. Zachowano jednak mechanizmy związane z napędem wiatrowym, przez co mógł być zasilany z dwóch źródeł. 
W 1974 roku przeszedł drobny remont. Wiatrak zyskał nowe pokrycie dachu oraz zyskał częściowo nowe wyposażenie. Czynny pozostawał do lat 80. XX wieku. Później jednak długi czas stał nieużytkowany i powoli ulegał degradacji. Wiatrak w złym stanie zakupiła gmina Pyzdry, po czym w latach 2018-2019 przeprowadzona została jego rewitalizacja. Po gruntownej renowacji wiatrak ponownie posiada sprawne wyposażenie i może zostać uruchomiony za pomocą wiatru, jak i prądu. Wiatrak znajduje się pod opieką Muzeum Ziemi Pyzdrskiej w Pyzdrach i jest sezonowo udostępniony do zwiedzania.

## Opis

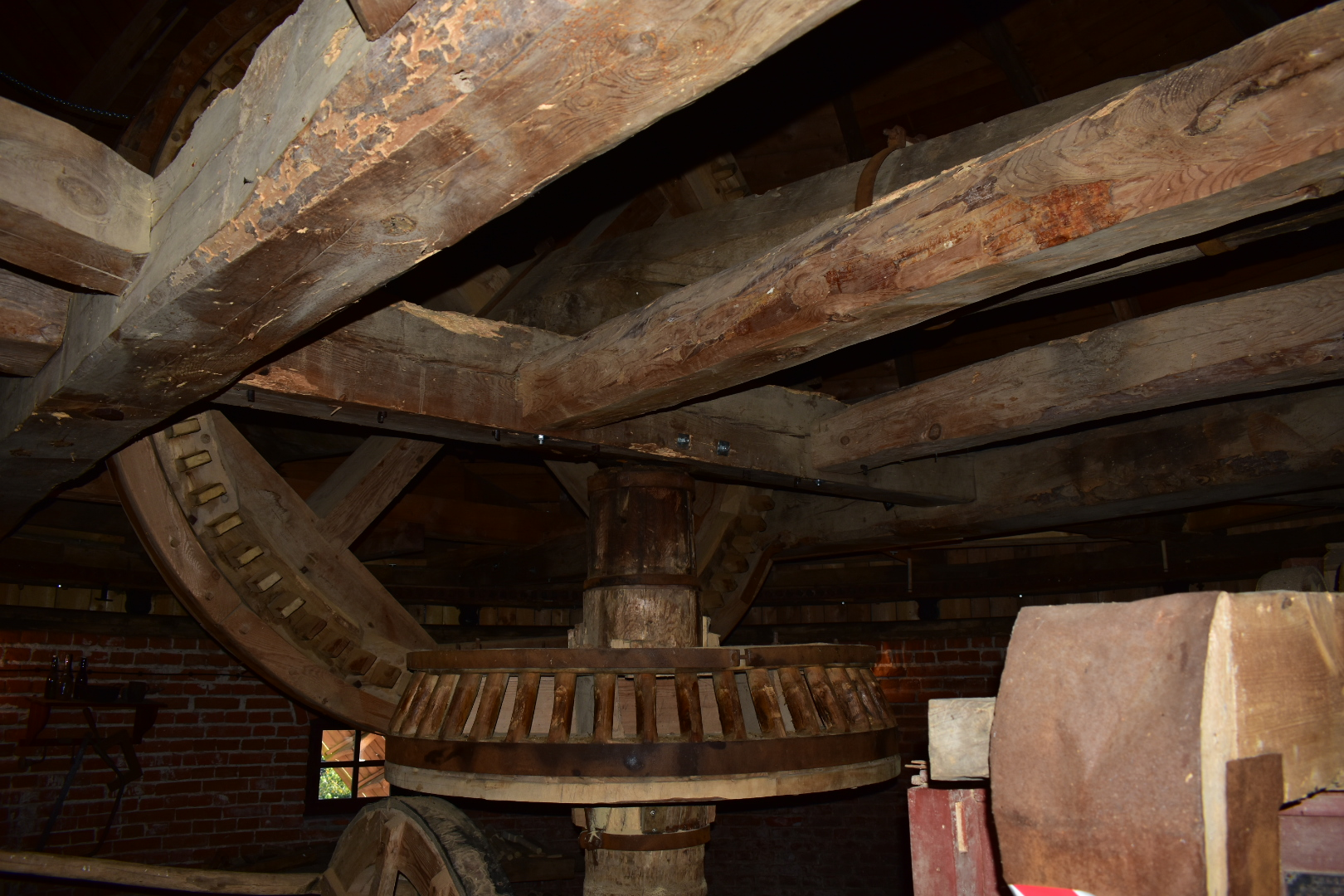
Mechanizm wiatraka w Pyzdrach

Wiatrak wybudowany z cegły, nieotynkowany, o widocznym wątku krzyżowym. Wybudowany został na planie koła o średnicy ok. 10,5 metrów na fundamencie z cegły. Posiada trzy kondygnacje. Bryła wiatraka jest w formie ściętego stożka nakryta dachem w typie kopuły.